# 陳留郡
陳留郡（ちんりゅう-ぐん）は、中国にかつて存在した郡。漢代から唐代にかけて、現在の河南省開封市一帯に設置された。

## 概要
紀元前122年（元狩元年）、前漢により陳留郡が置かれた。陳留郡は兗州に属し、陳留・浚儀・小黄・成安・寧陵・雍丘・酸棗・東昏・襄邑・外黄・封丘・長羅・尉氏・傿・長垣・平丘・済陽の17県を管轄した。紀元前41年（永光3年）、皇子劉康が済陽王に封じられ、陳留郡は済陽国と改められた。紀元前34年（建昭5年）、済陽王劉康が山陽王に移封され、済陽国は陳留郡にもどされた。『漢書』によれば、前漢末に29万6284戸、150万9050人があった。
後漢のとき、陳留郡は陳留・浚儀・尉氏・雍丘・襄邑・外黄・小黄・東昏・済陽・平丘・封丘・酸棗・長垣・己吾・考城・圉・扶溝の17県を管轄した。190年（中平6年）4月、勃海王劉協が陳留王に封じられ、陳留郡は陳留国と改められた。9月、献帝（劉協）が即位すると、陳留国は陳留郡にもどされた。
西晋が建国されると、曹魏最後の皇帝である曹奐が陳留王に封じられ、陳留国が立てられた。浚儀・小黄・封丘・酸棗・済陽・長垣・雍丘・尉氏・襄邑・外黄の10県を管轄した。永嘉の乱の後に陳留国は後趙に占拠され、石虎のときに建昌郡と改められて、洛州に属した。338年（咸康4年）、東晋により譙郡の北境に陳留郡が立てられた。
南朝宋のとき、陳留郡ははじめ兗州に属し、のちに豫州や南豫州に属した。浚儀・小黄・雍丘・白馬の4県を管轄した。
494年（北魏の太和18年）、陳留郡は廃止された。孝昌年間、再び陳留郡が置かれた。南兗州に属し、浚儀・小黄・穀陽・東燕・武平の5県を管轄した。
東魏のときに梁州が置かれ、陳留郡は梁州に属して、浚儀・小黄・封丘の3県を管轄した。
北周のとき、梁州は汴州と改称され、陳留郡は汴州に属した。
583年（開皇3年）、隋が郡制を廃すると、陳留郡は廃止されて、汴州に編入された。607年（大業3年）に州が廃止されて郡が置かれると、汴州は滎陽郡と改称された。
621年（武徳4年）、唐が王世充を平定すると、滎陽郡浚儀県に汴州が置かれた。742年（天宝元年）、汴州は陳留郡と改称された。758年（乾元元年）、陳留郡は汴州と改称され、陳留郡の呼称は姿を消した。